# Megacyllene angulifera
Megacyllene angulifera là một loài bọ cánh cứng trong họ Cerambycidae.